# 가네시로 가즈키
가네시로 가즈키(일본어: 金城一紀, 1968년 10월 29일~)는 일본 소설가이자, 각본가이다.

## 내력
중학교까지는 민족학교 (조선학교)에 다니다 국적을 조선적에서 대한민국적으로 바꾼 것을 계기로 일본의 고등학교에 다니고, 다양한 장르의 책을 읽었다.
대학 1학년 때 소설가를 지망하지만 집필하기에는 이르다고 판단하여 졸업 후 수년 동안 많은 작품을 읽고 공부했다. 같은 작가인 혼다 다카요시는 대학 시절의 동급생이다.
1998년, 《레볼루션 NO.3》으로 소설 현대 신인상을 수상하고 2000년에 자전적 소설 《GO》를 출판하여 나오키상을 수상하였다. 이듬해 《GO》는 영화화되어 일본의 영화상을 휩쓸었다. 그 후에도 많은 작품이 만화화·영화화되고 있어, 《SP》 등에서는 스스로 각본을 쓰고 있다.

## 저서

### 단편
- GO (2000년, 고단샤 분코/2007년, 가도카와 분코) ※영화·만화화
  - 김난주 번역 (2003년, 북폴리오) ISBN 978-89-3783-008-2
  - 김난주 번역 (2006년, 북폴리오) ISBN 89-378-3109-0
- 대화 편 (연애소설) (2003년, 고단샤/2008년, 신초 분코) ※영화화
  - 김난주 번역 (2004년, 북폴리오) ISBN 978-89-3783-018-1
  - 김난주 번역 (2006년, 북폴리오) ISBN 89-378-3112-0
- 영화 편 (영화처럼) (2007년, 슈에이샤/2010년, 슈에이샤 분코) ※만화화
  - 김난주 번역 (2008년, 북폴리오) ISBN 978-89-3783-233-8

### 시리즈
- 레벌루션 NO.3 (2001년, 고단샤/2008년, 가도카와 분코) ※만화화
  - 김난주 번역 (2003년, 북폴리오) ISBN 978-89-3783-003-7
  - 김난주 번역 (2006년, 북폴리오) ISBN 89-378-3110-4
- 플라이, 대디, 플라이 (2003년, 고단샤/2009년, 카도카와 분코) ※영화·만화화
  - 양억관 번역 (2003년, 북폴리오) ISBN 978-89-3783-007-5
  - 양억관 번역 (2006년, 북폴리오) ISBN 89-378-3111-2
- SPEED (2005년, 카도카와 쇼텐/2011년, 카도카와 분코) ※만화화
  - 양억관 번역 (2006년, 북폴리오) ISBN 89-378-3113-9
- 레벌루션 NO.0 (2011년, 가도카와 쇼텐/2013년, 카도카와 분코)
  - 김난주 번역 (2011년, 북폴리오) ISBN 978-89-378-3335-9

### 시나리오 서적
- SP 경시청 경비부 경비과 제4계 (2008년, 후소샤/2010년, 가도카와 분코)
  - 김난주 번역 (2009년, 북폴리오) ISBN 978-89-378-3257-4

## 각본·미디어 믹스 원작
- 플라이, 대디, 플라이 (2005년) - 영화 원작·각본
- SP 경시청 경비부 경비과 제4계 시리즈
  - SP 경시청 경비부 경비과 제4계 (2007년 ~ 2008년, 후지 TV) - 텔레비전 드라마 원안·각본
  - SP THE MOTION PICTURE 야망 편/혁명 편 (2010년/2011년) - 영화 원안·각본
  - SP 드라마 스페셜 혁명 전일 (2011년) - 텔레비전 드라마 원안·각본
  - SP 경시청 경비부 경비과 제4계 (2010년, 쇼가쿠칸) - 만화 원작
- BORDER 시리즈
  - BORDER (2013년 ~ 2015년, 카도카와 쇼텐) - 만화 원작
  - BORDER 경시청 수사 1과 살인범 수사 제4계 (2014년, 카도카와 분코) - 소설 원작
  - BORDER 경시청 수사 1과 살인범 수사 제4계 (2014년, TV 아사히) - 텔레비전 드라마 원안·각본

## 수상
- 제123회 나오키상 (2000년, 《GO》)
- 제81회 더 텔레비전 드라마 아카데미상 각본상 (2014년, 《BORDER》)